# 交ぜ書き変換
交ぜ書き変換（まぜがきへんかん）は、漢字直接入力における変換方法のひとつ。かな文字だけを変換対象とせず、漢字とかなが混ざった文を正しい漢字に変換する。例えば「下こう」と入力したとき、交ぜ書き変換システムでは「下降」「下校」などが候補に示される。

## 実装例
- mazec - MetaMoJiによる手書き入力の日本語入力システム。

なお、WindowsのMS-IMEに内蔵されている手書き入力は「下こう」と入力したときに「下校」が候補に上がらない。これは「下」を一度その読みの「か」に変換した上でかな漢字変換システムにより再変換しているためである。